# Alchemilla cartalinica
Alchemilla cartalinica är en rosväxtart som beskrevs av Sergei Vasilievich Juzepczuk. Alchemilla cartalinica ingår i släktet daggkåpor, och familjen rosväxter. Inga underarter finns listade i Catalogue of Life.